# تمدد البطن
انتفاخ البطن 
يحدث انتفاخ البطن عندما تتراكم المواد مثل الهواء والسوائل مما يؤدي إلى التوسع خارج المقاس الطبيعي للمعدة والخصر. وفي اغلب الاحيان يكون الانتفاخ أحد أعراض مرض أو خلل وظيفي في الجسم وليس مرض بحد ذاته. الأشخاص الذين يعانون من انتفاخ البطن في كثير من الأحيان يشعرون بالامتلاء والضغط في منطقة البطن وأحيانا الغثيان والتشنج في الحالات القصوى يشعرون بضغط وألم في الحجاب الحاجز والرئتين. غالبا ما يتم تخفيف الإحساس بالضغط على القولون عن طريق التجشؤ أو تمرير الغاز. تستخدم الادوية التي تعمل على استقرار الغاز في المعدة والامعاء في علاج انتفاخ البطن.

## الأسباب
يعتقد الخبراء بان السبب الاساسي للانتفاخ غير الطبيعي هو الإفراط في تناول الطعام والهواء والبلع. وكما يوجد اسباب أخرى للانتفاخ مثل: أمراض القولون ومرض السكري والتسمم الغذائي وعسر الهضم وأمراض القناه الهضمية
وأيضا من الاسباب الشائعة: قصور القلب وتليف الكبد. 
ومن الجدير بالذكر أنه في كل من هذه الاضطرابات يتراكم السائل في البطن ويخلق اضطراب كبير في الأمعاء .
من الممكن أن يكون انتفاخ البطن علامة للعديد من التاليه: 
- التليف الكيسي
- الكوكسديا
- كاربيلاريا
- التهاب للمعدة والامعاء
- مرض تعفن الكبد
- حصى الكلى
- نقص البروتين
- الحمل
- زيادة الوزن

## العلاج
انتفاخ البطن لا يهدد الحياة. في معظم الأحيان يمكن التعامل مع الانتفاخات بالعلاجات المنزلية البسيطة والتغيرات في نمط الحياة.

### الأطعمة
هناك بعض الاطعمة التي تفاقم الانتفاخ 
- الإفراط في تناول الألياف الغذائية و خاصة الفاصولياء و القرنبيط والملفوف [2]
- منتجات الألبان
- الاطعمة المحتوية على اللاكتوز

### الأدوية
- المكملات الغذائية التي وتحتوي على البينو وضعت للمساعدة في كسر الكربوهيدرات
- وكما وجد بأن المضادات للاكتئاب التي تعطى بكميات منخفضة لها دور في مساعدة الافراد في التقليل من انتفاخ البطن.